# Fdupes
Fdupes es un programa para escanear directorios en busca de ficheros duplicados, con opciones para listarlos y borrarlos. Primero compara los tamaños de los ficheros y firmas MD5, y después realiza una verificación byte-a-byte.
fdupes está escrito en C y liberado bajo la Licencia MIT.

## Programas similares
Otros programas que pueden encontrar duplicados y funciona bajo *nix:
- dupfinder-lite - Implementación en Perl, fácil de entender.
- duff
- dupmerge - funciona en varias plataformas (Win32/64 with Cygwin, *nix, Linux etc.)
- fdf - Basado en Perl/c y funciona en la mayoría de plataformas (Win32, *nix y probablemente otras). Usa MD5, SHA1 y otros algoritmos de suma de control.
- freedup - POSIX C compliant y funciona en varias plataformas (Windows with Cygwin, Linux, AIX, etc)
- freedups - perl script
- fslint - tiene interfaz de línea de comandos y GUI.
- liten - Herramienta de línea de comandos de desduplicación en Python puro, y biblioteca, usando sumas de control md5 y un nuevo algoritmo de comparación de bytes. (Linux, Mac OS X, *nix, Windows)
- rdfind
- ua - Herramienta de línea de comandos Unix/Linux, diseñado para trabajar con find (y similares).
- Findrepe - Herramienta libre de línea de comandos basada en Java diseñada para una búsqueda eficiente de ficheros duplicados, puede buscar recursivamente dentro de zips y jars.(GNU/Linux, Mac OS X, *nix, Windows)
- fdupe